# 아이오나섬

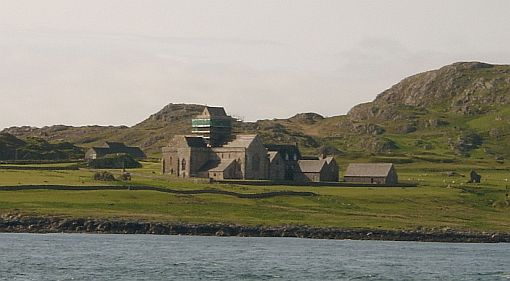
바다에서 바라본 애비(Abbey).

아이오나섬(Iona, Ì Chaluim Chille)은 스코틀랜드 서부 해안의 Ross of Mull에서 떨어진 이너헤브리디스 제도의 작은 섬이다. 아이오나 애비를 통해 주로 알려진 지역이지만 이 섬에 다른 건물들도 존재한다. 아이오나 애비는 3세기 동안 게일 수도자들의 중심지였으며 오늘날 이 지역의 상대적인 평온함과 자연 환경으로 유명하다.

## 아이오나 애비

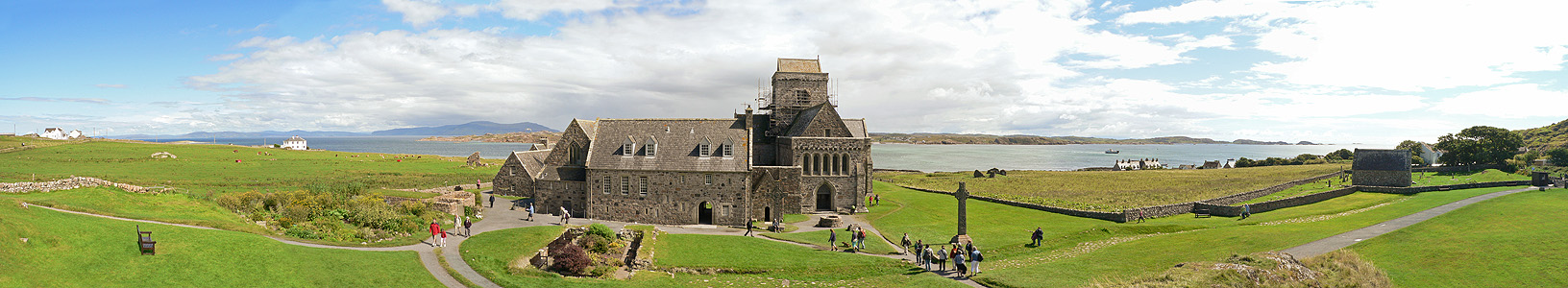
파노라마 뷰

오늘날의 교회 일치 운동 교회인 아이오나 애비는 방문객들에게 역사적, 종교적 관심 대상이다.

## 같이 보기
- 달 리어타

## 참고 문헌
- Haswell-Smith, Hamish (2004). 《The Scottish Islands》. Edinburgh: Canongate. ISBN 978-1-84195-454-7.
- Murray, W. H. (1966). The Hebrides. London. Heinemann.